# 博胡米尔·莫日科夫斯基
博胡米尔·莫日科夫斯基（捷克語：Bohumil Mořkovský，1899年12月14日—1928年7月16日），捷克斯洛伐克男子竞技体操运动员。他曾代表捷克斯洛伐克获得1924年夏季奥运会体操比赛男子跳马铜牌。